# Loredana Iordăchioiu
Loredana Dinu z d. Iordăchioiu (ur. 2 marca 1984 w Krajowej) – rumuńska szpadzistka, mistrzyni olimpijska i trzykrotna medalistka mistrzostw świata.
Podczas igrzysk olimpijskich w Londynie w 2012 roku zajęła drużynowo szóste miejsce. Na rozgrywanych cztery lata później igrzyskach olimpijskich w Rio de Janeiro reprezentacja Rumunii w składzie: Loredana Dinu, Simona Gherman, Simona Pop i Ana Maria Popescu wywalczyła drużynowo złoty medal. Na obu imprezach nie startowała w rywalizacji indywidualnej.
Na mistrzostwach świata w Paryżu (2010) wspólnie z Aną Marią Brânzą (Popescu), Simoną Alexandru (Gherman) i Ancą Măroiu zdobyła drużynowo złoty medal. W tej samej konkurencji zdobyła następnie kolejny złoty medal podczas mistrzostw świata w Katanii (2011) oraz srebrny na mistrzostwach świata w Moskwie (2015). Ponadto czterokrotnie zdobywała drużynowe medale mistrzostw Europy: złote na mistrzostwach Europy w Izmirze (2006), mistrzostwach Europy w Kijowie (2008) i mistrzostwach Europy w Sheffield (2011) oraz srebrny podczas mistrzostw Europy w Legnano (2012).